# Vlakebrug

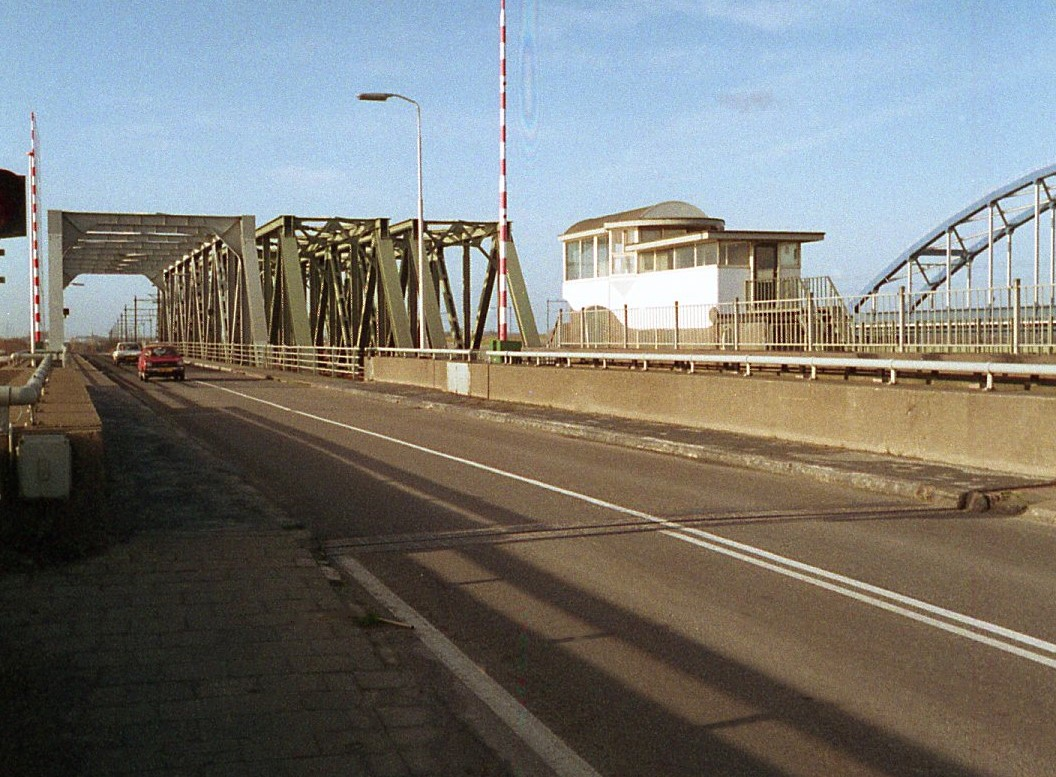
Vlakebrug, de oude, en de nieuwe is rechts gedeeltelijk ook te zien in 1992

De Vlakebrug is een oeververbinding over het Kanaal door Zuid-Beveland en ligt nabij de Vlaketunnel bij Hansweert / Schorebrug / Vlake. De oeververbinding bestaat uit een verkeersbrug en een spoorbrug. De Vlakebrug is een kokerbrug + basculebrug die voor wegverkeer en voor (brom)fietsverkeer in gebruik is. Deze wegbrug ligt in de omleidingsroute voor de Vlaketunnel. De Vlakespoorbrug is een boogbrug + basculebrug in de Spoorlijn Roosendaal - Vlissingen. De brug gaat alleen open als er geen treinverkeer is, met als garantie voor de scheepvaart dat de wachttijd maximaal 1 uur bedraagt.

## Scheepvaart
De Vlakebruggen hebben een vast deel en ook ook een beweegbaar deel met basculebruggen. De vaste delen hebben een doorvaartbreedte van 120 meter, en een doorvaarthoogte van +10,6 meter NAP. De beweegbare delen hebben een doorvaartbreedte van 25 meter, en een gesloten doorvaarthoogte van +10,1 meter NAP. Omdat het kanaal in open verbinding staat met de Oosterschelde is er ook getij in het kanaal. Het eb- en vloedniveau is ongeveer van -2 tot +2 meter NAP en daarmee verandert ook de netto doorvaarthoogte. Naast de bruggen zijn hoogtemerken af te lezen.
De bruggen worden op afstand bediend vanaf de sluis Hansweert.

## Geschiedenis
Voor de Tweede Wereldoorlog was er al een brug over het kanaal, maar die werd in 1944 gebombardeerd. De in 1946 herbouwde brug is tot 1992 in dienst geweest. In dat jaar is deze brug vervangen door de huidige brug voor weg- en treinverkeer. In 2002 werd ontdekt dat de verwachte levensduur van de brug slechts 30 jaar was in plaats van de vereiste 100 jaar. Door de vervorming van de brug als er treinen over reden trad er namelijk een te hoge vermoeiingsspanning op. Daarop zijn de verstijvingsschotten aangepast, zodat de brug weer mee kan tot het jaar 2100.

## Dienstwoningen
De oude Vlakebrug (1946-1992) werd voor de scheepvaart bediend door twee medewerkers van Rijkswaterstaat in twee 12 uurs-diensten. Deze woonden in twee dienstwoningen die ten noorden van de brug stonden, aan de oostkant van het kanaal.
1. ↑  Rijkswaterstaat Vlakebrug
2. ↑  Rijkswaterstaat Meetpaal Yerseke